# 持久力
持久力（じきゅうりょく）という語は、日常的には人や事柄の粘り強さを意味するが、スポーツ科学においては疲労に抵抗する有機体の能力のことである。持久力はエンデュランス（Endurance）とも呼ばれている。一定の負荷（例えば疾走速度）をできる限り長い時間維持できる能力のこと。以下では、活動に関わる持久力について述べる。

## トレーニング
- マフェトン理論

## 栄養
栄養の摂取の方法によって持久力を上げる事が出来る。その方法はカーボ・ローディング（Carbohydrate Loading）である。カーボ・ローディングは、運動エネルギーとして効率よく利用されるグリコーゲンを体内に最大限に貯蔵することで高い持久力を得ることができる。
| 大会（試合）日を基準とした時期 | 運動量       | 食事           | 備考                     |
| ------------------------------ | ------------ | -------------- | ------------------------ |
| 約1週間前〜4日前               | 減らす       | 通常（混合食） | 体内のグリコーゲンを維持 |
| 3日前                          | 減らす       | 高炭水化物     | 体内のグリコーゲンを蓄積 |
| 2日前〜前日                    | 減らす・休む | 高炭水化物     | 体内のグリコーゲンを蓄積 |